# Departamento de Belgrano (kommun i San Luis)
Departamento de Belgrano är en kommun i Argentina.   Den ligger i provinsen San Luis, i den centrala delen av landet, 800 km väster om huvudstaden Buenos Aires.
Omgivningarna runt Departamento de Belgrano är i huvudsak ett öppet busklandskap. Trakten runt Departamento de Belgrano är nära nog obefolkad, med mindre än två invånare per kvadratkilometer.